# Caso Diana Quer

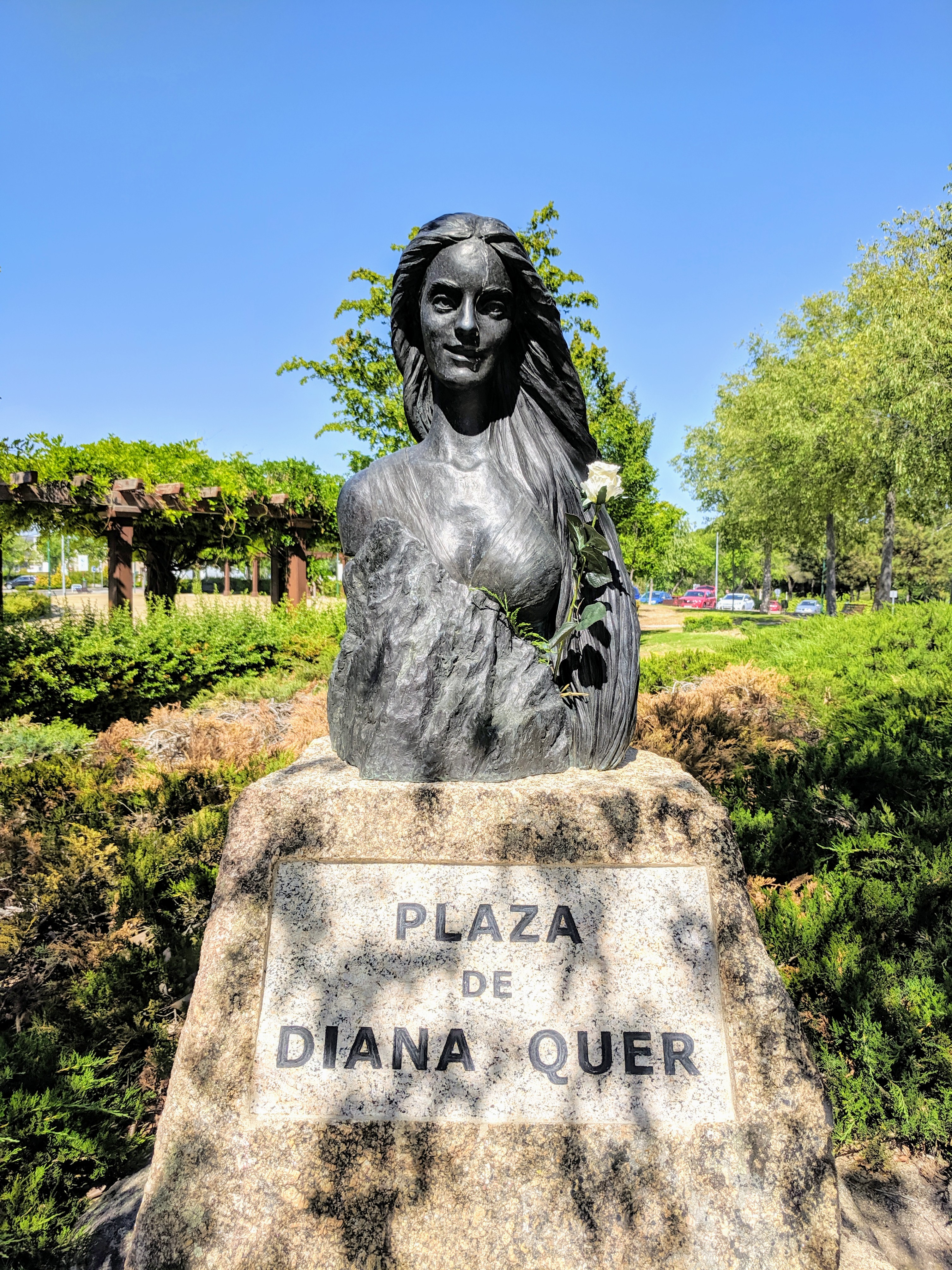
Monumento a Diana Quer en la localidad madrileña de Pozuelo de Alarcón

Con el nombre caso Diana Quer se conocen los sucesos relacionados con la desaparición y asesinato de la joven Diana Quer, en la madrugada del 22 de agosto de 2016 en la localidad coruñesa de Puebla del Caramiñal (España). La joven, de 18 años, desapareció dicho día y su paradero fue desconocido durante 497 días, hasta el hallazgo de su cadáver el 31 de diciembre de 2017.
El caso fue objeto de una fuerte cobertura mediática, especialmente en las primeras fechas posteriores a la desaparición y nuevamente dieciséis meses después con el hallazgo del cadáver tras la detención del principal sospechoso del asesinato, quien confesó los hechos y señaló el lugar en el que había ocultado el cuerpo.
La investigación del caso concluyó con la puesta a disposición judicial de José Enrique Abuín Gey y su juicio, en el cual el jurado popular lo declaró culpable de asesinato pero inocente por violación. Finalmente la resolución judicial, en manos del Magistrado-Presidente del Tribunal del Jurado, de la Sección Sexta de la Audiencia Provincial de La Coruña, lo condenó a prisión permanente revisable el 17 de diciembre de 2019, por delito de detención ilegal y de agresión sexual.

## Contexto
Diana María Quer López-Pinel (Madrid, 12 de abril de 1998 - provincia de La Coruña, 22 de agosto de 2016), de 18 años y 4 meses al ocurrir los hechos, era una joven madrileña residente en Pozuelo de Alarcón (Comunidad de Madrid) que veraneaba junto a su madre y su hermana en la localidad coruñesa de Puebla del Caramiñal (Galicia). La noche de los hechos asistió a las fiestas de O Carme dos Pincheiros de la localidad, y tras varios intercambios de mensajes en WhatsApp con su madre y amigos se perdió su rastro sobre las 02:43.

## Investigación
La Guardia Civil asumió la investigación del caso y tras dos meses de búsqueda infructuosa de alguna pista en la localidad y en todos los municipios de la ría de Arosa, el único indicio procedía del rastreo de la señal telefónica del móvil de Quer en la noche de los hechos. La señal del teléfono se perdió en los alrededores de la localidad de Taragoña (Rianjo) en la noche de los hechos. Un mariscador encontró un iPhone 6 en el mar el 28 de octubre de 2016 junto al puerto de Taragoña, que resultó ser el de Diana. Ante el estancamiento en el caso, en abril de 2017 el juzgado n.º 1 de Riveira decretó su archivo provisional.
La Guardia Civil interrogó a unos doscientos sospechosos en el entorno de la comarca de Arosa, principalmente por algún historial delictivo previo relacionado con agresiones sexuales o narcotráfico. El listado se fue acotando hasta reducirlo a unos ochenta, pero sin llegar a practicar detención alguna.
El caso se reabrió a raíz de un suceso en la madrugada del 25 de diciembre de 2017, cuando se produjo una denuncia de una joven en la localidad coruñesa de Boiro, también en el entorno de la ría de Arosa. Una chica de 18 años denunció que un hombre había intentado agredirla sexualmente y secuestrarla, intentando forzarla a que se metiera en el maletero de su coche amenazándola con un cuchillo. Los gritos y la resistencia de la mujer, llamaron la atención de varios vecinos, que acudieron al lugar, provocando la huida del agresor en su vehículo.
La descripción que la mujer dio del agresor encajaba con la de un hombre llamado José Enrique Abuín Gey, apodado el Chicle, y de 41 años, vecino de Taragoña (Rianjo) y uno de los sospechosos interrogados inicialmente por la Guardia Civil. Abuín tenía antecedentes penales por narcotráfico, habiendo estado en la cárcel en 2007. También constaba contra él una denuncia por agresión sexual efectuada por la hermana gemela de su esposa, que fue posteriormente retirada.
En este nuevo contexto, se procedió a interrogar a la esposa de Abuín, Rosario Rodríguez, quien había sido ya interrogada en las fases iniciales del caso Quer y negó en su momento que Abuín hubiera salido de casa en la noche del 22 de agosto de 2016, pues había estado con ella. Las sospechas de los investigadores con respecto a la posible implicación de Abuín en el caso Quer terminaron por provocar que Rosario Rodríguez se retractara de aquella declaración en el nuevo interrogatorio, dejando a Abuín Gey sin coartada.
Abuín fue detenido en el cuartel de Lonzas el 29 de diciembre y trasladado a los Juzgados de Ribeira. En el nuevo interrogatorio a Abuín Gey realizado el 30 de diciembre, y viéndose sin coartada, este terminó por admitir ser el responsable de la desaparición y muerte de Diana Quer tras atropellarla accidentalmente. El 1 de enero, el Juzgado de Instrucción número 3 de Ribeira decretó su prisión provisional incomunicada y sin fianza, ingresando en la cárcel de Teixeiro (La Coruña).
En una segunda versión, afirmó que él fue quien mató a Diana Quer después de meterla a la fuerza en su coche aquella noche de agosto. Confesó que la maniató para introducirla en el vehículo, pero que como una vez dentro la joven no dejaba de resistirse, la acabó estrangulando. Su relato ante los agentes incluyó el lugar donde escondió el cuerpo, en un pozo en una nave industrial abandonada de la parroquia de Asados, en Rianjo, a unos 20 kilómetros de donde se perdió el rastro de Diana Quer la madrugada del 22 de agosto de 2016.
El cuerpo estaba atado de hombros y cadera con ladrillos, sumergido en agua dentro de un pozo en el suelo de cemento del almacén y cubierto con una chapa metálica. El hallazgo se produjo sobre las seis de la mañana del 31 de diciembre en la inspección de la nave en la que estuvo presente Abuín. La nave abandonada se encontraba a unos 200 metros de la casa familiar de Abuín.
Tras ser trasladado desde la cárcel de Teixeiro, la junta de tratamiento de la prisión pidió su traslado a la prisión pontevedresa de A Lama por razones de seguridad del interno, ante las amenazas de otros presos procesados por narcotráfico en el que Abuín se había visto envuelto en el pasado. El traslado se efectuó el 10 de enero, pero poco tiempo después se solicitó un segundo traslado por los mismos motivos de seguridad y a un centro penitenciario fuera de Galicia.
El 1 de abril de 2019 comenzó la vista o audiencia preliminar para poner fecha al juicio del caso por el crimen de Diana Quer. Previamente, y entre el 10 y el 12 de abril, el acusado, José Enrique Abuín Gey fue juzgado por el intento de rapto en Boiro que había permitido reabrir el caso Diana Quer. Finalmente la resolución judicial, en manos del juzgado número 1 de Riveira (La Coruña), le condenó a prisión permanente revisable el 17 de diciembre de 2019.

## Informes periciales del caso

### Informe de autopsia médico - legal
La autopsia fue realizada por forenses del Instituto de Medicina Legal de Galicia y dirigida por Alberto Fernández, el cual estuvo, aproximadamente, cinco horas analizando el cadáver. 
En el informe preliminar se concluyó que Diana murió estrangulada (fractura en el hueso hioides), pero faltaba por determinar si el instrumento utilizado había sido una brida hallada en el pozo donde se encontró el cuerpo o "El Chicle" lo había hecho con sus propias manos. En ese momento, tampoco se pudo determinar la existencia de una agresión sexual en el momento previo a la muerte, aunque no se descartaba la posibilidad. 
En el examen interno del cuerpo se tomaron muestras sobre tejidos y fluidos que posteriormente fueron enviados al Instituto Nacional de Toxicología y Ciencias Forenses pero los resultados no lograron aportar información novedosa sobre el caso debido al deterioro del cuerpo. 
Debido a la relación de las lesiones del cuello y muñecas con su temprano deterioro, los forenses apuntaron como arma homicida la brida encontrada en el pozo ya que, que esas partes estuviesen más deterioradas significaba que en ellas se había ejercido una mayor presión, compatible con el amarre de una brida. Este informe fue el que desmontó la versión dada por el acusado ante la Guardia Civil, donde declaró que había sido un atropello de carácter accidental. 
Asimismo, se descartó la estrangulación accidental y se afirmó una estrangulación a lazo. 
En la revisión de la autopsia realizada en julio de 2018, el doctor José Blanco Pampín manifestó en el juicio la existencia de un edema importante en la zona genital de Diana, siendo este compatible con un acto sexual violento. 
Gracias a esta revisión, se pudo afirmar el móvil sexual y la imposibilidad de la víctima de poder defenderse.

### Informe de imputabilidad
Un equipo perteneciente al Instituto de Medicina Legal de Galicia realizó un informe sobre José Enrique Abuín, en el cual se manifestó que el acusado era imputable, estaba en plenas facultades cognitivas y volitivas y no presentaba ningún tipo de trastorno de carácter psicológico que le impidiese poder comprender las consecuencias de su conducta. 
En el año 2018 se le realizaron a José Enrique Abuín dos entrevistas. Con relación a los rasgos de personalidad, se comprobó que el acusado puntuó bajo en empatía, no mostró sufrimiento emocional  y tampoco mostró signos de arrepentimiento en ningún momento, por lo que se podría considerar una persona poco afectiva e incapaz de ponerse en el lugar del otro. También se pudo señalar que era una persona capacitada para controlar su ira y podía llegar a mostrar resentimiento con el tiempo.

## Repercusión mediática
Al igual que en otros sucesos anteriores, como el crimen de Alcácer, el tratamiento mediático del caso ha recibido severas críticas por quienes consideran que los medios estaban más interesados en la búsqueda del morbo que en informar. Dichos críticos consideran que la prensa se extendió en exceso en aspectos que resultaron no tener relación con la muerte de Quer, como las relaciones de sus padres, el comportamiento de su hermana o su actitud con los chicos. Desde una óptica feminista, también se ha criticado lo que ellos entienden como una tendencia machista por parte de los medios a tratar de vincular la muerte de Diana Quer con su vestimenta, el divorcio de sus padres o su comportamiento con los hombres.
La resolución del caso puso también de manifiesto la eficiencia de la Unidad Central Operativa de la Guardia Civil, al mando del coronel Manuel Sánchez Corbí, que informó a los medios de comunicación del operativo.

## Honores
El 28 de noviembre de 2018 se inauguró una plaza en Pozuelo de Alarcón en su honor.

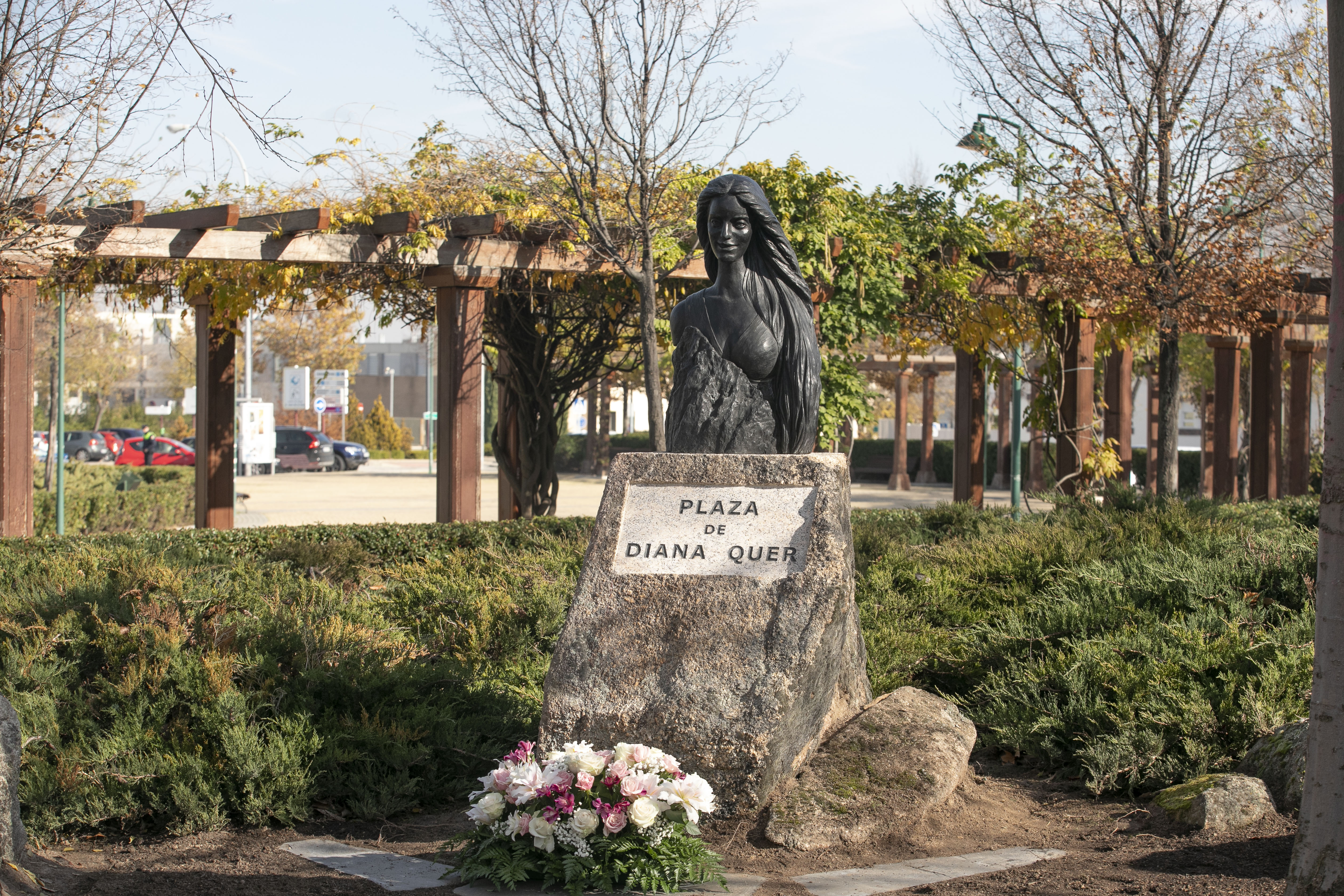
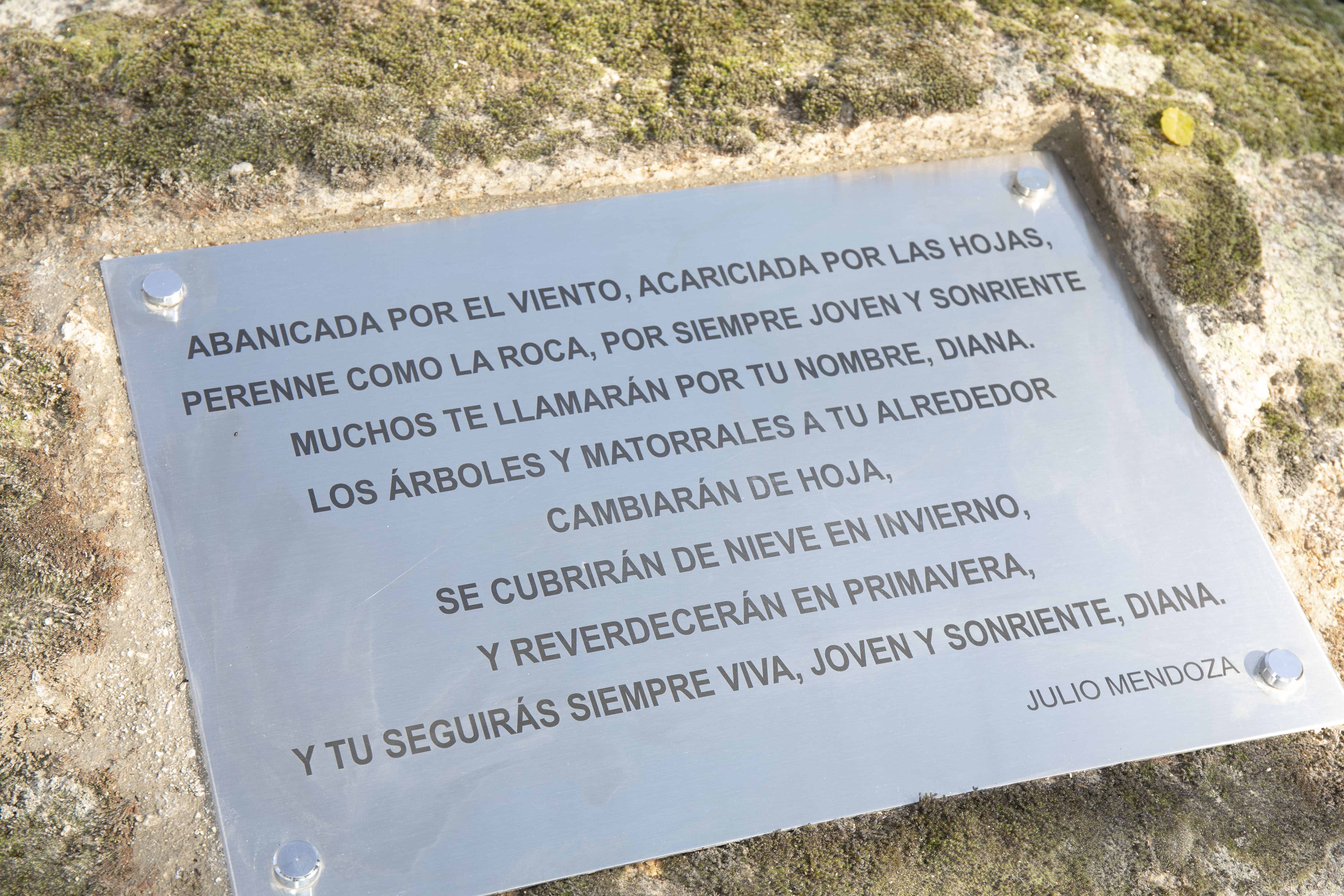
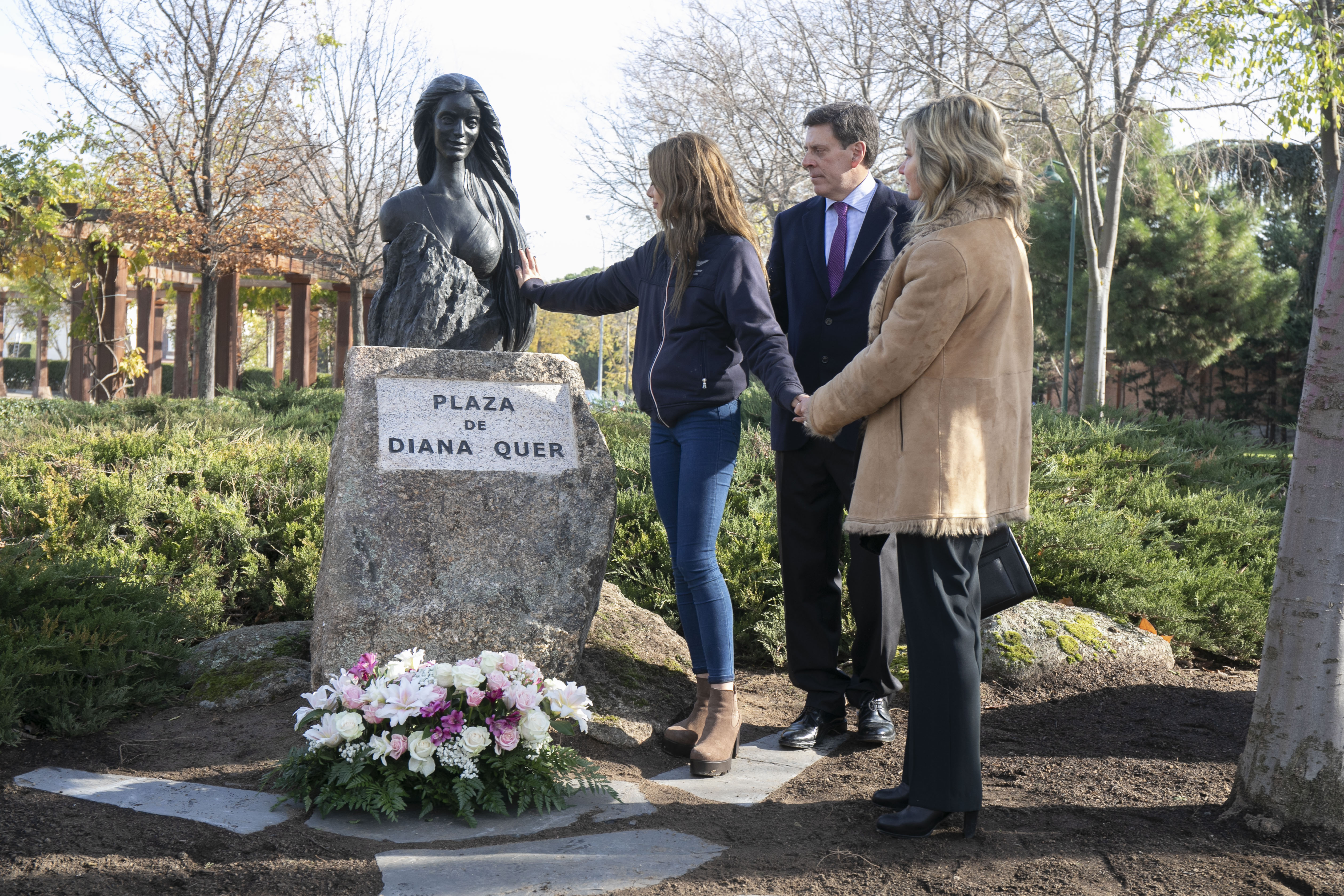